# 17277 Jarrydlevine
17277 Jarrydlevine este un asteroid din centura principală de asteroizi.

## Descriere
17277 Jarrydlevine este un asteroid din centura principală de asteroizi. A fost descoperit pe 7 iunie 2000 la Socorro, New Mexico, în cadrul proiectului LINEAR. Asteroidul prezintă o orbită caracterizată de o semiaxă mare de 2,37 ua, o excentricitate de 0,17 și o înclinație de 2,0° în raport cu ecliptica.